# Zylinderspule

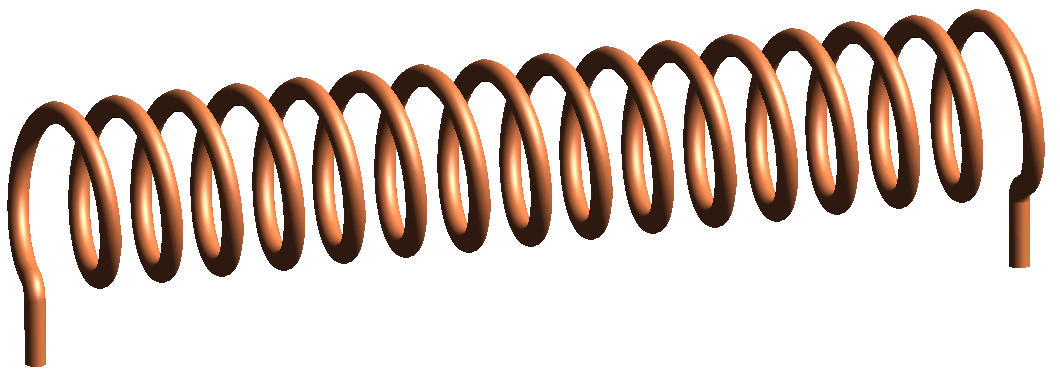
Zylinderspule

Eine Zylinderspule ist eine Spule, bei der die Drahtwicklung auf einem Zylindermantel liegt, also dünn gegenüber dem Zylinderdurchmesser ist. In der Regel ist sie einlagig. Einlagige Zylinderspulen haben einen helixförmigen Verlauf des Drahtes.
Eine Zylinderspule hat üblicherweise einen im Verhältnis zum Durchmesser kleinen Abstand der Drahtwindungen voneinander und damit eine vergleichsweise hohe Anzahl von Windungen pro Länge.
Eine Zylinderspule mit einem großen Verhältnis Länge zu Durchmesser ist zum Erzeugen eines homogenen Magnetfeldes in ihrer Mitte geeignet (solenoidales Magnetfeld) und wird manchmal auch als Solenoid bezeichnet.
Bauformen von Zylinderspulen sind unter Luftspule beschrieben.
Im Grenzfall einer sehr kurzen Länge geht die Zylinderspule in eine kreisförmige Leiterschleife über.

## Technische Bedeutung
Zylinderspulen haben neben der einfachen Berechenbarkeit folgende Merkmale:
- besonders für hohe Frequenzen geeignet und hohe Eigenresonanzfrequenz wegen der geringen kapazitiven Kopplung zwischen den Windungen und Anschlüssen im Vergleich zu mehrlagigen Spulen oder Toroidspulen
- für hohe Spannungen besser geeignet wegen der entfallenden Lagenisolation
- größere Abmessungen, jedoch bessere Abführung der Verlustwärme als mehrlagige Spulen gleicher Induktivität

Ausgehend von diesen Eigenschaften werden Zylinderspulen als Hochfrequenzdrossel („UKW-Drossel“) und allgemein zur Herstellung von Induktivitäten bei hohen Frequenzen eingesetzt.
Zylinderspulen lassen sich abgleichen, indem ihre Windungen auseinandergebogen oder -gezogen werden. Wird ein Aluminium- oder Ferrit- bzw. Eisenpulverkern eingeschoben (siehe auch Variometer), ist der damit erreichbare Variationsbereich höher als bei einer kurzen, mehrlagigen Spule.
Übereinander, jeweils als Zylinderspule ausgebildete Wicklungen von Transformatoren sind durch eine geringe Selbstinduktion (Streuinduktivität) geprägt und sind nicht vom Proximity-Effekt betroffen.
Der Teilchendetektor Compact Muon Solenoid (CMS) am CERN ist ein Beispiel für eine besonders große Zylinderspule.

## Magnetfeld

Magnetfeld einer Zylinderspule (im Querschnitt). Die Drahtwicklungen sind durch „×“ (Strom fließt in die Bildebene hinein) und „·“ (Strom fließt aus der Bildebene heraus) markiert.

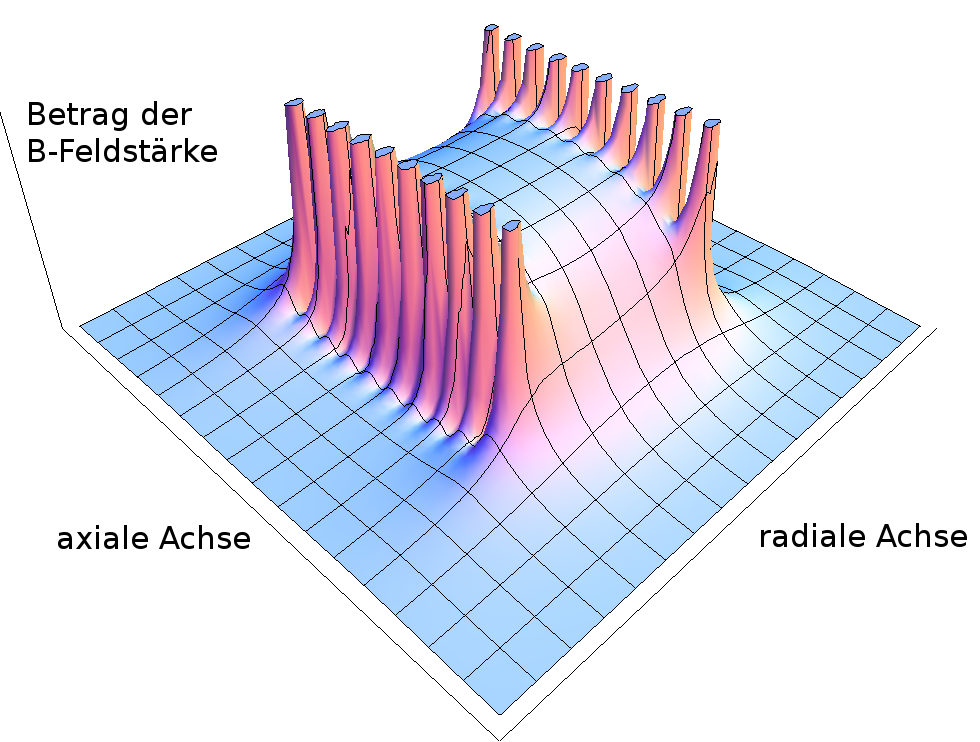
Magnetfeld einer Zylinderspule mit zehn Windungen. Die Schnittebene verläuft axial durch das Zentrum.

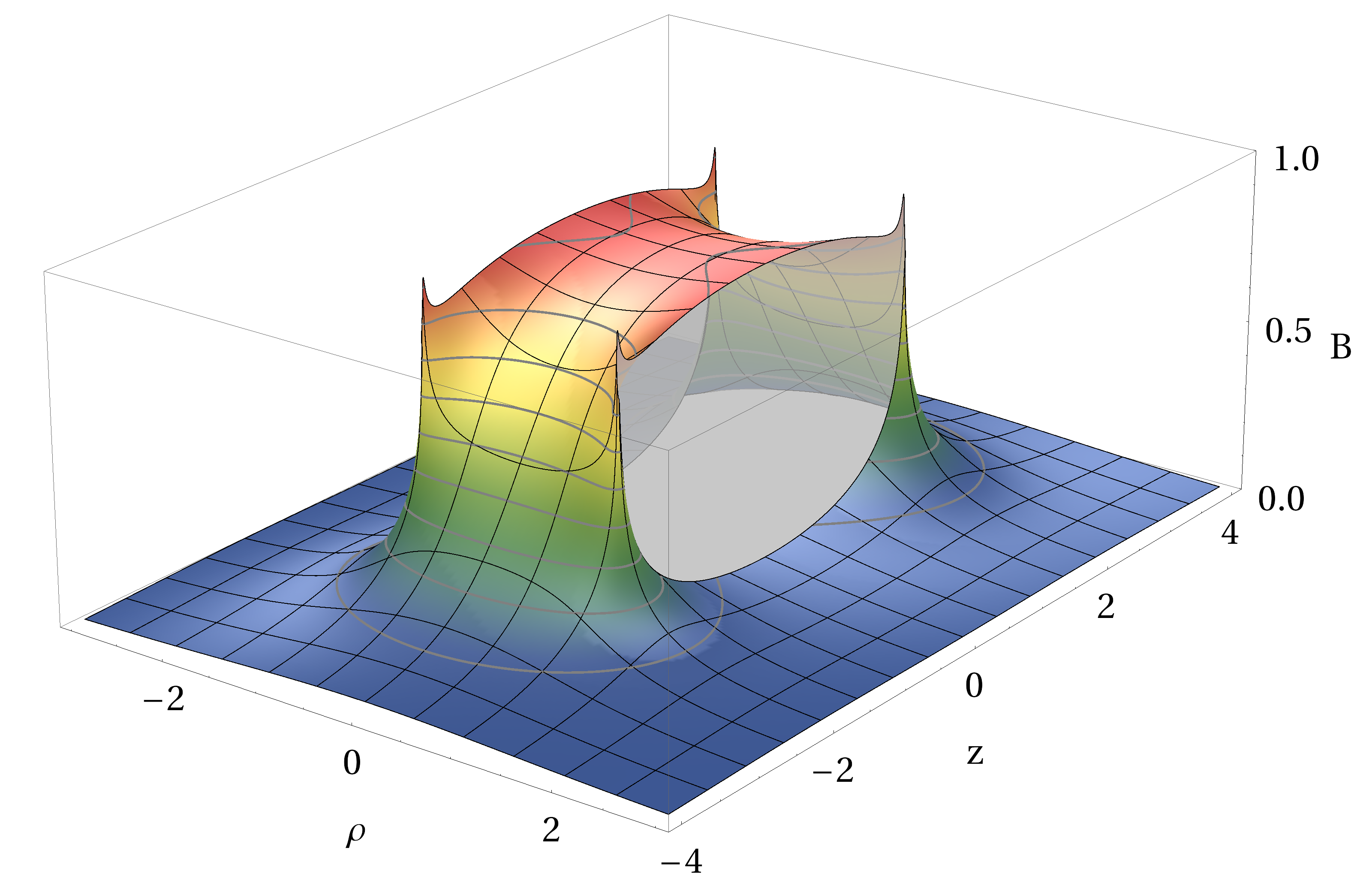
Magnetfeld einer idealen Zylinderspule. Die Schnittebene verläuft axial durch das Zentrum. An den Endkanten divergiert das radiale Feld.

Das Magnetfeld B einer idealen Zylinderspule kann durch Integration des Biot-Savart-Gesetzes berechnet werden. Die Spule habe die Windungszahl N, Stromstärke I, Länge l und Radius R. Wir bezeichnen die Zylinderachse durch den Einheitsvektor {\displaystyle {\hat {z}}}, wobei z vom Mittelpunkt der Spule in Richtung der Korkenzieherregel gemessen wird. Der Abstand zur Zylinderachse sei ρ mit entsprechendem Einheitsvektor {\displaystyle {\hat {\rho }}} (Zylinderkoordinaten). Dann besitzt das erzeugte Feld nur eine axiale und radiale, aber keine azimutale Komponente:
{\displaystyle {\vec {B}}(\rho \,{\hat {\rho }}+z\,{\hat {z}})=B_{\rho }(\rho ,z)\,{\hat {\rho }}+B_{z}(\rho ,z)\,{\hat {z}}}
Die Feldkomponenten betragen:

{\displaystyle B_{\rho }={\frac {\mu _{0}}{4\pi }}{\frac {NI}{l}}{\frac {1}{\rho }}\left[{\sqrt {(\rho +R)^{2}+\zeta ^{2}}}{\Bigl (}(2-m)\,K(m)-2\,E(m){\Bigr )}\right]_{\zeta =z+l/2}^{\zeta =z-l/2}}
{\displaystyle B_{z}={\frac {\mu _{0}}{2\pi }}{\frac {NI}{l}}\left[{\frac {\zeta }{\sqrt {(\rho +R)^{2}+\zeta ^{2}}}}\left({\frac {\rho -R}{\rho +R}}\,\Pi (n,m)-K(m)\right)\right]_{\zeta =z+l/2}^{\zeta =z-l/2}}
Der Inhalt der eckigen Klammern wird subtrahiert gemäß {\displaystyle [f(x)]_{x=a}^{x=b}=f(b)-f(a)}. Hierbei wurde die magnetische Feldkonstante μ0, die Substitutionen
{\displaystyle m=4R\rho /\left((\rho +R)^{2}+\zeta ^{2}\right)},     {\displaystyle n=4R\rho /(\rho +R)^{2}}
sowie die vollständigen elliptischen Integrale erster (K), zweiter (E) und dritter Art (Π) verwendet:
{\displaystyle K(m)=\int _{0}^{\pi /2}{\frac {1}{\sqrt {1-m\sin ^{2}\varphi }}}\,\mathrm {d} \varphi }
{\displaystyle E(m)=\int _{0}^{\pi /2}{\sqrt {1-m\sin ^{2}\varphi }}\,\mathrm {d} \varphi }
{\displaystyle \Pi (n,m)=\int _{0}^{\pi /2}{\frac {1}{(1-n\sin ^{2}\varphi ){\sqrt {1-m\sin ^{2}\varphi }}}}\,\mathrm {d} \varphi }
Neben der Darstellung durch die klassischen elliptischen Integrale existieren auch alternative Ausdrücke mit verbesserter numerischer Stabilität und effizienter Berechenbarkeit, beispielsweise mit Carlson-Formen.
Entlang der Zylinderachse vereinfacht sich das Feld:
{\displaystyle {\vec {B}}(z\,{\hat {z}})={\hat {z}}\,\mu _{0}{\frac {NI}{2l}}\left({\frac {z+l/2}{\sqrt {R^{2}+(z+l/2)^{2}}}}-{\frac {z-l/2}{\sqrt {R^{2}+(z-l/2)^{2}}}}\right)}
Im Zentrum der Spule beträgt das Feld exakt:
{\displaystyle {\vec {B}}(0)={\hat {z}}\,\mu _{0}{\frac {NI}{\sqrt {(2R)^{2}+l^{2}}}}}
Für lange Spulen {\displaystyle l\gg 2R} beträgt das Feld überall im Inneren, außer nahe den Enden
{\displaystyle {\vec {B}}\approx {\hat {z}}\,\mu _{0}{\frac {NI}{l}}}
und sinkt und außerhalb weit weg von den Spulenenden schnell auf Null ab. Für große Abstände {\displaystyle \rho ^{2}+z^{2}\gg R^{2}+(l/2)^{2}} nähert sich das Feld einem Dipolfeld mit magnetischem Moment {\displaystyle {\vec {m}}=NIR^{2}\pi \,{\hat {z}}} an:
{\displaystyle {\vec {B}}(\rho \,{\hat {\rho }}+z\,{\hat {z}})\approx {\frac {\mu _{0}}{4}}NIR^{2}{\frac {3\rho z\,{\hat {\rho }}+(2z^{2}-\rho ^{2}){\hat {z}}}{{\sqrt {\rho ^{2}+z^{2}}}^{5}}}}
Das Magnetfeld der Zylinderspule entspricht exakt dem eines homogen magnetisierten zylinderförmigen Stabmagneten mit Magnetisierung {\displaystyle M}, wobei {\displaystyle NI\;{\widehat {=}}\;Ml}.

## Induktivität
Die Induktivität einer Zylinderspule im Vakuum beträgt
{\displaystyle L={\frac {8\mu _{0}N^{2}R^{2}}{3\,l}}\left({\frac {1}{2k}}\operatorname {cel} \left(k,1,1,2k^{2}\right)-{\frac {R}{l}}\right),\quad k={\frac {l/2}{\sqrt {R^{2}+(l/2)^{2}}}}}.
Hierbei ist cel das elliptische Bulirsch-Integral und {\displaystyle \mu _{0}} ist die Magnetische Feldkonstante. Für konkrete Aspektverhältnisse ist dies:
| {\displaystyle l/R}                                           | 0,01   | 0,1   | 0,5   | 1     | 2     | 5     | 10    | 100    | ∞ |
| {\displaystyle L{\bigg /}{\frac {\mu _{0}N^{2}R^{2}\pi }{l}}} | 0,0197 | 0,124 | 0,365 | 0,526 | 0,688 | 0,850 | 0,920 | 0,9916 | 1 |

Eine einfache Näherungsformel für nicht zu kurze Spulen ist
{\displaystyle L\approx {\frac {\mu _{0}N^{2}R^{2}\pi }{l+0{,}9\cdot R}}}.
Diese Formel hat für {\displaystyle l>0{,}8R} weniger als 1 % Fehler.
Im Fall einer sehr langen Zylinderspule ({\displaystyle l\gg R}) mit Querschnittsfläche {\displaystyle A=R^{2}\pi } lässt sich die Näherung noch weiter vereinfachen:
{\displaystyle L\approx {\frac {\mu _{0}N^{2}A}{l}}}.
Bei Spulen mit ferromagnetischem Kern ist die Formel nicht mehr anwendbar, da der äußere Teil des Feldes nun relevant wird. Handelt es sich jedoch um einen geschlossenen magnetischen Kreis in der Form eines hochpermeablen Rahmens, auf den die Spule gewickelt ist, kann statt der Spulenlänge dessen mittlerer Umfang – das ist die mittlere magnetische Weglänge – und statt des Spulenquerschnittes sein mittlerer Querschnitt eingesetzt werden. Die Induktivitätsberechnung erfordert dann noch die Multiplikation mit der Permeabilitätszahl {\displaystyle \mu _{r}} des Kernmaterials.